# Mosca-de-estábulo
A mosca-de-estábulo (Stomoxys calcitrans (L.)), também chamada mosca-dos-estábulos, mosca-do-bagaço, mosca-do-gado, beruanha, bironha, meruanha, muruanha, bernanha, beronha,  biruanha, buruanha, murianha e murinhanha, é uma mosca da família dos muscídeos, de distribuição cosmopolita e de notável semelhança com a mosca-doméstica, embora dela se diferencie pela tromba alongada do aparelho bucal, uma vez que a utiliza para sugar o sangue de animais, especialmente de cavalos, causando-lhes feridas nas orelhas e transmitindo doenças. Uma das referências mais antigas dessa mosca se encontra na Apologia de Sócrates, de Platão (30e).

## Etimologia
"Beruanha", "bironha", "meruanha", "muruanha", "bernanha", "beronha", "biruanha", "buruanha", "murianha" e "muriranha" provêm da junção dos termos tupis mbe'ru (mosca) e ãi (aguçada, com dente).

## Combate
A Embrapa Gado de Corte dispõe de uma nota técnica e de um documento com recomendações para casos de surto da mosca-dos-estábulos.

## Impacto Econômico
A mosca-dos-estabulos(Stomoxys calcitrans) é, atualmente, responsável por causar prejuízos de grande impacto econômico nas cadeias produtivas da pecuária bovina e sucroalcooleira em alguns estados do Brasil, dentre eles Mato Grosso do Sul, São Paulo, Paraná, Rio de Janeiro , Minas Gerais , Sergipe e Bahia.